# Virginie durant la guerre de Sécession
Le Commonwealth de Virginie est une partie importante des États confédérés durant la guerre de Sécession. En tant d'État esclavagiste, la Virginie convoque une convention de l'État pour faire face à la crise de la sécession qui s'ouvre le 13 février 1861, une semaine seulement après la formation de la Confédération par les sept États sécessionnistes. La convention délibère pendant plusieurs semaines, avec une prééminence des délégués de l'Union, et ne vote pas une motion en faveur de la sécession le 4 avril 1861. L'opinion évolue après le 15 avril 1861, lorsque le président des États-Unis, Abraham Lincoln, lance un appel pour lever des troupes de tous les États encore dans l'Union en réponse à la prise de Fort Sumter par la Confédération. Le 17 avril 1861, la convention de Virginie vote pour déclarer la sécession de l'Union, dans l'attente de la ratification de cette décision par les électeurs.
Avec l'entrée de la Virginie dans la Confédération, une décision est prise en mai pour déplacer la capitale confédérée de Montgomery, en Alabama, à Richmond, en partie parce que la défense de la capitale de la Virginie est jugée d'une importance stratégique vitale pour la survie de la Confédération, indépendamment de son statut politique, la ville étant la seule ville industrielle de la Confédération et par conséquent le cœur logistique de l'effort de guerre sudiste. La Virginie ratifie les statuts de la sécession le 23 mai 1861. Le jour suivant, l'armée des États-Unis entre en Virginie septentrionale et capture Alexandria sans combattre.
La plupart des batailles sur le théâtre oriental de la guerre de Sécession ont lieu en Virginie parce que la Confédération doit défendre la capitale nationale à Richmond, et que l'opinion publique dans le Nord demande que l'Union avance « sur Richmond ! ». Les succès de Robert E. Lee dans la défense de Richmond est un thème central de l'histoire militaire de la guerre. La Maison Blanche de la Confédération (en), située à quelques blocs au nord du capitole de l'État, est la maison de la famille du dirigeant confédéré Jefferson Davis.

## Tensions précédant la guerre
Le 16 octobre 1859, l'abolitionniste radical John Brown mène un groupe de 22 hommes, lors d'un raid contre l'arsenal fédéral à Harpers Ferry, en Virginie. Les troupes des États-Unis, commandées par Robert E. Lee, réagissent et étouffent le raid. Par la suite, John Brown est jugé et est exécuté par pendaison à Charles Town le 2 décembre 1859.
En 1860, le parti Démocrate se divise en deux factions, nordiste et sudiste, sur la question de l'esclavage dans les territoires et le soutien à la souveraineté populaire de Stephen Douglas : après avoir échoué à Charleston et à Baltimore pour désigner un seul candidat acceptable pour le Sud, les démocrates sudistes tiennent leur convention à Richmond, en Virginie, le 26 juin 1860 et nomment John C. Breckinridge comme leur candidat du parti pour la présidentielle.
Lorsque le républicain Abraham Lincoln est élu président des États-Unis, les habitants de Virginie se préoccupent des implications de leur état. Alors qu'une majorité de l'état est à la recherche de compromis aux différences régionales, la plupart des gens s'opposent à toute forme de restrictions sur les droits des esclavagistes. Alors que l'État regarde ce que la Caroline du Sud va faire, de nombreux unionistes estiment que le plus grand danger pour l'État ne vient pas du Nord, mais de « l'éruption de la sécession » par le Sud inférieur.

## La sécession

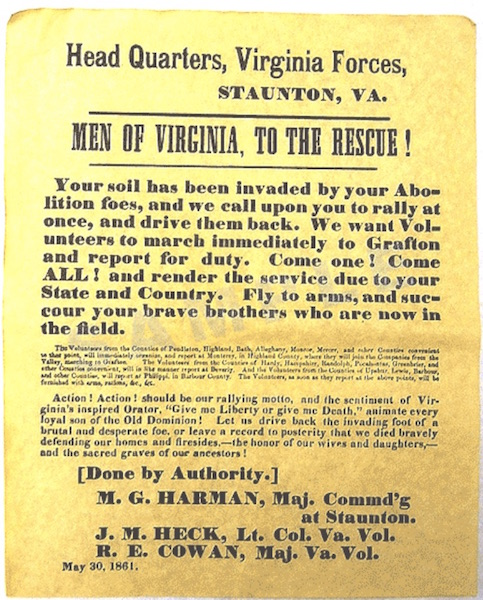
Une affiche de recrutement confédérée de 1861 de la Virginie, exhortant les hommes à se joindre à la Confédération et à combattre l'armée des États-Unis, qu'elle désigne comme les « ennemis Abolition ».

### Appel en faveur de la convention pour la sécession
Le 15 novembre 1860, le gouverneur de Virginie, John Letcher (en) appelle à une session spéciale de l'assemblée générale de la Virginie pour examiner, entre autres questions, la création d'une convention de sécession. La législature convoque le 7 janvier 1861, et approuve la convention le 14 janvier 1861. Le 19 janvier 1861, l'assemblée générale appelle à une conférence de la paix (en) nationale, dirigée par le virginien, ancien président des États-Unis, John Tyler, qui doit se tenir à Washington le 4 février 1861, le même jour où les élections des délégués à la convention de sécession doivent se tenir.
L'élection des délégués de la convention attire 145700 électeurs qui élisent, par comté, 152 représentants. Trente de ces délégués sont des sécessionnistes (en), trente sont des unionistes, et quatre-vingt-deux sont des modérés qui ne sont pas clairement identifiés comme relevant de l'un des deux premiers groupes. Néanmoins, les partisans de la sécession immédiate sont clairement en infériorité numérique. En parallèle à cette élection, six États du sud esclavagistes forment les États confédérés, le 4 février 1861.
Selon un professeur de Virginie, William M. Thompson, qui deviendra plus tard un cavalier confédéré, la déclaration de sécession par les États esclavagistes est nécessaire pour préserver l'esclavage et aussi empêcher les mariages entre les affranchis et les « filles du Sud » blanches, disant que la guerre civile serait préférable : « Mieux, encore mieux ! Endurer toutes les horreurs d'une guerre civile que de voir les fils basanés de Ham mener les belles filles du Sud à l'autel. ».

### La convention de sécession
La convention se réunit le 13 février 1861 dans l'Institut de Mécanique de Richmond situé à l'intersection de la neuvième et de la rue principale, à Richmond. L'une des premières actions est de créer un comité de 21 membres chargé des relations fédérales qui doit parvenir à un compromis sur les différences régionales qui affectent la Virginie. Le comité est composé de 4 sécessionnistes, 10 modérés et 7 unionistes. Au début il n'y avait aucune urgence pour les délibérations de la convention puisque tous les côtés sentent que seul le temps aide leur cause. En outre, il y a l'espoir que la Conférence de paix de 1861 (en) du 19 janvier, dirigée par l'ancien président des États-Unis, le Virginien John Tyler, pourrait résoudre la crise en, selon les mots de l'historien Edward L. Ayers (en), « garantissant la sécurité de l'esclavage pour toujours et le droit d'étendre l'esclavage dans les territoires en dessous de la ligne tracée lors du compromis du Missouri ». Avec l'échec de la conférence de la paix à la fin février, le soutien des modérés de la convention en faveur de l'unionisme commence à vaciller. Le soutien unioniste est encore affaibli pour beaucoup d'habitants de la Virginie par le discours inaugural de Lincoln, le 4 mars 1861, qu'ils estiment « ergoteur, si ce n'est provocateur ». Dans tout l'État, c'est la preuve que le soutien en faveur de la sécession ne cesse de croître.
Lors de la convention de sécession de la Virginie en février 1861, le géorgien Henry Lewis Benning, qui rejoindra plus tard l'armée des États confédérés comme officier, prononce un discours dans lequel il argumente pour pousser à la sécession de l'Union, faisant appel aux préjugés ethniques et aux sentiments pro-esclavagistes pour présenter son opinion, en disant que si les États esclavagistes restent dans l'Union, leurs esclaves seraient finalement libérés par le parti républicain anti-esclavagiste. Il déclare qu'il préférerait être frappé par la maladie et la famine que de voir les Afro-américains libérés de l'esclavage et bénéficier de l'égalité en tant que citoyens : « Quelle est la raison pour laquelle la Géorgie a franchi le pas de la sécession ? Cette raison peut être résumée en une seule proposition. C'est la conviction, une profonde conviction, qu'une séparation d'avec le nord est la seule chose qui pourrait éviter l'abolition de l'esclavage... Si les choses se déroulent comme elles sont parties, il est certain que l'esclavage sera aboli. Au moment où le nord aura pris le pouvoir, la race noire aura une large majorité, et alors nous aurons des gouverneurs noirs, des législatures noires, des jurys noirs, des Noirs partout. Est-ce que c'est cela que la race blanche est supposée défendre ? Ce n'est pas supportable... la guerre éclatera partout comme des feux cachés dans la terre, et il est probable que la race blanche, étant supérieure sous tous rapports, pourra repousser les autres. [...] Nous serons accablés et nos hommes erreront comme des vagabonds sur toute la terre ; et il en sera ainsi pour nos femmes, ces horreurs de cet état, nous ne pouvons pas les contempler en imagination. Voilà le sort que l'abolition fera subir à la race blanche. [...] Nous serons complètement exterminés, et la terre restera aux mains des Noirs, et ensuite elle retournera à l'état sauvage et deviendra une nouvelle Afrique... Imaginez qu'ils nomment Charles Sumner pour la présidence ? Supposez qu'ils élèvent Fred Douglass, votre esclave en fuite, à la présidence ? Quelle serait votre position si tel devait arriver ? Je le dis, donnez-moi rapidement la peste et la famine plutôt que cela. »
Le comité des relations avec le gouvernement fédéral présente son rapport à la convention, le 9 mars 1861. Les quatorze propositions défendent à la fois de l'esclavage et des droits des États tout en appelant à une réunion des huit États esclavagistes encore dans l'Union pour présenter un front uni pour un compromis. Du 15 mars 1861 au jeudi 14 avril 1861, la convention examine ces propositions une par une. Au cours des débats sur les résolutions, la sixième résolution appelant à une solution pacifique et un maintien de l'Union, est discutée le 4 avril 1861. Lewis Edwin Harvie du comté d'Amelia offre une alternative à la résolution appelant à la sécession immédiate. Elle est rejetée 88 voix contre 45 et le lendemain, la convention poursuivit ses débats. L'approbation de la dernière proposition est votée le 12 avril 1861. L'objectif de la faction unioniste après cette approbation est l'ajournement de la convention jusqu'en octobre, ce qui laisse du temps pour à la fois une convention des États esclavagistes et les élections du congrès de Virginie en mai qui, ils espèrent, donnera un mandat renforcé pour un compromis.

Un délégué réitère la cause pour la sécession de l'État et de l'objet de la convention : 

« Messieurs, la grande question qui fait vaciller maintenant les fondations de ce gouvernement - la grande question qui sous-tend toutes nos délibérations ici, est l'esclavage africain. »

— Thomas F. Goode, discours à la convention de sécession de Virginie, (28 mars 1861).
Fulton Anderson du Mississippi déclare à la convention que les républicains sont hostiles aux États esclavagistes, accusant le parti républicain d'avoir une « hostilité implacable et éternelle contre l'institution de l'esclavage ».

En fin de compte, la convention déclare que l'esclavage doit se poursuivre, et qu'il devrait être étendu dans les territoires des États-Unis : 

« Propositions adoptées par la convention de Virginie de 1861
La première résolution déclare les droits des États per se (en soi) ; la deuxième est pour le maintien de l'esclavage ; la troisième s'oppose aux parties régionales ; la quatrième appelle à la reconnaissance de l'esclavage de la même façon dans les territoires et dans les États non esclavagistes ; la cinquième demande le retrait des forts et des troupes des États qui ont fait sécession ; la sixième espère un ajustement pacifique des griefs et le maintien de l'Union ; la septième appelle à des amendements constitutionnels pour remédier aux litiges fédéraux et des États ; la huitième reconnaît le droit de sécession ; la neuvième dit que le gouvernement fédéral n'a aucune autorité sur les États qui ont fait sécession tant qu'il refuse de reconnaître leur retrait ; la dixième dit que le gouvernement fédéral a le pouvoir de reconnaître les États confédérés ; la onzième fait un appel aux États frères de la Virginie ; la douzième affirme la volonté de la Virginie d'attendre une période raisonnable à ces propositions, sous réserve qu'aucune force ne soit envoyée contre les États qui ont fait sécession ; la treizième demande aux gouvernements des États-Unis et des États confédérés de rester en paix ; et la quatorzième demande aux États esclavagistes frontaliers de faire une conférence pour examiner les résolutions et se joindre à l'appel de la Virginie vers le Nord. »

Dans le même temps, les unionistes sont préoccupés par le maintien de la présence des forces américaines à fort Sumter, en dépit des assurances communiquées de manière informelle par le secrétaire d'État des États-Unis William Seward qu'il serait abandonné. Lincoln et Seward s'inquiètent également que la convention de Virginie soit toujours en session le 1er avril, alors que l'opinion favorable à la sécession grandit. À l'invitation de Lincoln, l'unioniste John B. Baldwin du comté d'Augusta rencontre Lincoln le 4 avril. Baldwin explique que les unionistes ont besoin de l'évacuation du fort Sumter, d'une convention nationale pour débattre des différences régionales et d'un engagement de Lincoln à un soutien constitutionnel pour la protection des droits du sud. Face au scepticisme de Lincoln, Baldwin fait valoir que la Virginie sortira de l'Union dans un délai de quarante-huit heures si l'une des parties tire un coup de feu. Selon certains témoignages, Lincoln offre l'évacuation du fort Sumter si la convention de Virginie est ajournée.
Le 6 avril, parmi les rumeurs selon lesquelles le Nord se prépare à la guerre, la convention vote à une étroite majorité (63-57) l'envoi d'une délégation de trois hommes à Washington pour déterminer quelles sont les intentions de Lincoln. Toutefois, en raison du mauvais temps, la délégation n'arrive pas à Washington avant le 12 avril. Ils apprennent l'attaque de fort Sumter par Lincoln, et le président les informe de son intention de tenir le fort et de répondre à la force par la force. Lisant un texte préparé à l'avance pour éviter toute mauvaise interprétation de ses intentions, Lincoln dit qu'il avait été clair dans son discours inaugural que les forts et les arsenaux dans le Sud sont la propriété du gouvernement et des « si [...] une agression sans provocation est faite sur le fort Sumter, j'aurai moi-même la liberté de le reprendre, si je le peux, comme les lieux qui ont été saisis avant que le gouvernement ne m'échoie ».
Le sentiment pro-unioniste en Virginie est encore affaibli après l'attaque confédérée du fort Sumter du 12 avril 1861. Richmond réagit avec de grandes démonstrations publiques en soutien à la Confédération, le 13 avril, quand elle reçoit d'abord la nouvelle de l'attaque,. Un journal de Richmond décrit la scène à Richmond le 13 avril 1861 :

« Samedi soir, les bureaux du Dispatch Enquirer and Examiner, de l'établissement bancaire de Enders, Sutton & Co., la Edgemont House, et divers autres places publiques et privées, ont témoigné l’allégresse générale par de brillantes illuminations.
Un peu moins de dix mille personnes se sont trouvées sur la rue principale, entre le 8th et le 14th, à un moment donné. Des discours ont été prononcés à Spottswood House, à l'angle du Dispatch, en face du bureau de l'Enquirer, à l'Exchange Hotel, et à d'autres endroits. Des feux de joie ont été allumés à presque chaque coin de chacune des rues principales de la ville, et la lumière du phare pouvait être vue illuminant les collines de l'Union et de l'Église. L'effet de l'illumination était grand et imposant. Le triomphe de la vérité et de la justice sur le mensonge et la tentative d'insulte n'a jamais été plus fortement apprécié par un soulèvement populaire spontané. Bientôt, le vent du Sud va balayer avec la force irrésistible d'une tornade, tout vestige de la sympathie ou du désir de coopération avec un tyran qui, pour de fausses raisons, au nom d'un passé glorieux mais maintenant brisé et détruit de l'Union, tente de nous mettre les chaînes d'une odieuse et ignoble vassalité. La Virginie est en mouvement. »

 La convention est à nouveau réunie le 13 avril 1861 pour reconsidérer la position de la Virginie, en raison de l'éclatement des hostilités. Avec la Virginie, toujours dans un équilibre délicat, sans une ferme volonté de faire sécession[citation nécessaire], le sentiment se tourne de plus en plus fortement vers la sécession, le 15 avril, à la suite de l'appel du président Abraham Lincoln à tous les États qui n'ont pas fait sécession, y compris la Virginie, pour lever des troupes afin d'aider à arrêter l'insurrection et à récupérer les forts capturés.
Le quota de Virginie est de trois régiments de 2 340 hommes à mettre en place à Staunton, Wheeling et Gordonsville. Le gouverneur Letcher et la convention de sécession de Virginie récemment re-convoquée considèrent cette requête de Lincoln « de troupes pour envahir et contraindre » en dehors des prérogatives de la constitution et en dehors de la loi de 1795. La réponse du gouverneur Letcher « à cet appel forge un changement immédiat de l'opinion publique en cours en Virginie », après quoi il répond ce qui suit : 

« Département exécutif, Richmond, Virginie, 15 avril 1861. L’honorable Simon Cameron, Secrétaire à la guerre : Monsieur : J'ai reçu votre télégramme du 15, dont je doute de l'authenticité. Depuis ce moment j'ai reçu vos courriers envoyés le même jour, dans lesquels je suis invité à détacher de la milice de l'État de Virginie « le quota mis sur la table », qui vous ajoutez, « doit servir en tant qu'infanterie ou carabinier pour une période de trois mois, a moins qu'il ne soit libéré plus tôt ». En réponse à ce courrier, je ne peux seulement dire que la milice de Virginie ne sera pas mise à disposition des puissances de Washington pour être utilisée à ces fins ou pour l'objectif qu'ils ont en vue. Votre but est de subjuguer les États du sud, et une réquisition faite sur moi pour un tel motif - un motif selon moi, qui ne relève pas de la constitution ou de la loi de 1795 - ne sera pas respectée. Vous avez choisi d'inaugurer la guerre civile, et, ayant agi de la sorte, nous y allons avec un esprit aussi déterminé que l’administration l'a montré envers le Sud. »

— Respectueusement, John Letcher
Par la suite, la convention de sécession vote le 17 avril 1861, à titre provisoire, la sécession, sous réserve d'une ratification par un référendum à l'échelle de l'État. Ce même jour, la convention adopte une ordonnance de sécession, dans laquelle elle déclare que la cause immédiate de la déclaration de sécession de la Virginie est « l'oppression des États membres du Sud esclavagiste ».
E. L. Ayers, qui estime que « même le fort Sumter aurait pu passer, néanmoins, si Lincoln n'avait pas appelé à l'armement des volontaires » a écrit de la décision finale de la convention : « La décision est venue de ce qui semblait pour beaucoup de Virginiens blancs de la logique inévitable de la situation : la Virginie est un État esclavagiste ; les républicains ont annoncé leur intention de limiter l'esclavage ; l'esclavage était protégé par la souveraineté de l'État ; une attaque de cette souveraineté par une force militaire était un assaut contre la liberté de propriété et la représentation politique qui incarne cette souveraineté. Lorsque le gouvernement fédéral protège cette liberté et de l'avenir de l'esclavage en reconnaissant la souveraineté des États, les unionistes de Virginie pouvaient tolérer l'insulte que représentaient les républicains ; lorsque le gouvernement fédéral a rejeté cette souveraineté, la menace ne pouvait plus être réfutée même par ceux qui aimaient l'Union ».
Le gouverneur de Virginie commence immédiatement la mobilisation de la milice de l'État de Virginie à des points stratégiques autour de l'État. L'ancien gouverneur Henry Wise organise avec des officiers de la milice, le 16 avril 1861, avant le vote final, la saisie des arsenaux des États-Unis, à Harpers Ferry et le chantier naval de Gosport à Norfolk. Le 17 avril 1861 lors du débat sur la sécession, Wise annonce à la convention que ces événements sont déjà en cours. Le 18 avril, l'arsenal est capturé et la plupart des machines sont déplacées à Richmond. À Gosport, la marine de l'Union, pensant que plusieurs milliers de miliciens sont en chemin, évacue et abandonne Norfolk, en Virginie, et le chantier naval, brûlant et incendiant autant de navires et d'installations que possible.
Le colonel Robert E. Lee démissionne de sa commission dans l'armée des États-Unis, refusant une offre de commandement de l'armée de l'Union. Finalement, il rejoindra à la place l'armée confédérée.

### La sécession

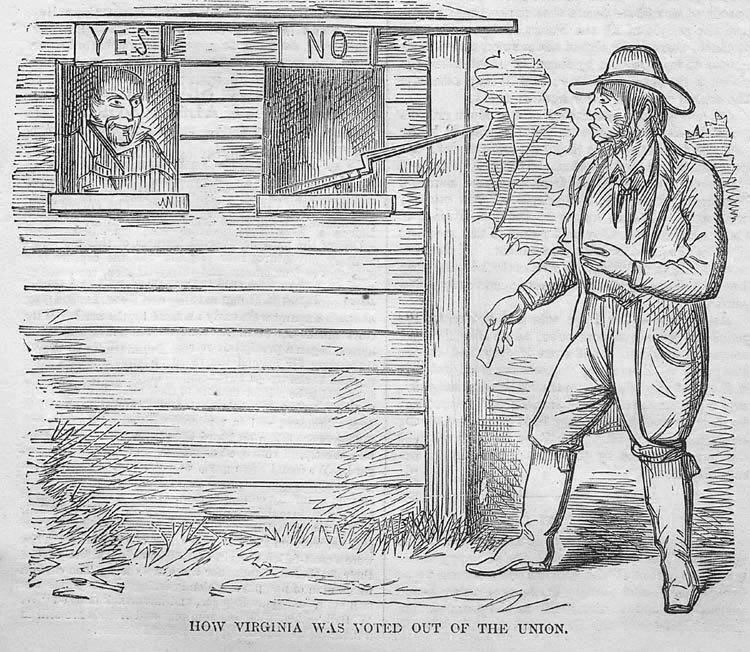
Comment la Virginie a voté pour sortir de l'Union - Harpers Weekly, 15 juin 1861

L'ordonnance de sécession de la Virginie est ratifiée par référendum le 23 mai 1861, par un vote de 132 201 contre 37 451,.
Le congrès confédéré proclame Richmond en tant que nouvelle capitale de la Confédération et les troupes confédérées se déplacent vers le nord de la Virginie avant la tenue du référendum. Le nombre de votes pour ou contre la sécession sont inconnus puisque les votes dans de nombreux comtés dans le nord-ouest et de l'est de la Virginie (où la plupart des unioniste de Virginie vivent) ont été « jetés ou perdus ». Le gouverneur Letcher « estime » le vote pour ces régions,,. De nombreux unionistes craignent les représailles s'ils votent contre la sécession parce que le vote n'est pas à bulletin secret et le gouvernement pro-confédéré de Virginie aurait un enregistrement de leur vote. Les unionistes qui tentent de voter sont menacés de violences et même de mort dans certains cas. Le vote dans l'état de Virginie est restreint aux hommes blancs d'au moins 21 ans.
La réaction au référendum est rapide dans les deux camps. Les troupes confédérées arrêtent le Baltimore and Ohio Railroad, l'une des deux liaisons ferroviaires vers Washington vers l'Ohio et l'ouest. Le lendemain, l'armée des États-Unis part pour le nord de la Virginie. Avec les deux armées maintenant dans le nord de la Virginie, la scène était prête pour la guerre. En juin, les unionistes de Virginie se réunissent lors de la convention de Wheeling pour mettre en place le gouvernement restauré de Virginie. Francis Pierpont (en) est élu gouverneur. Le gouvernement restauré lève des troupes pour défendre l'Union et nomme deux sénateurs au Sénat des États-Unis. Il réside à Wheeling jusqu'au mois d'août 1863 quand il part pour Alexandria lors de l'admission dans l'Union (en) de la Virginie-Occidentale. Au cours de l'été 1861, les régions du nord, de l'ouest et de l'est de la Virginie, y compris le Baltimore and Ohio railroad, retournent sous le contrôle de l'Union. Norfolk revient sous le contrôle de l'Union en mai 1862. Ces régions sont administrées par le gouvernement restauré de Virginie, les comtés du nord-ouest forment plus tard le nouvel état de la Virginie-Occidentale. En avril 1865, Francis Pierpont et le gouvernement restauré de Virginie partent pour Richmond.
En 1894, le virginien et ancien soldat confédéré John S. Mosby, réfléchissant sur son rôle dans la guerre, a déclaré dans une lettre à un ami « j'ai toujours compris que nous sommes partis en guerre a propos d'une querelle avec le Nord. Je n'ai jamais entendu d'autre cause que la querelle sur l'esclavage, ».

## L'importance stratégique
Les ressources stratégiques de la Virginie jouent un rôle clé dans la désignation des objectifs de la guerre. Sa capacité agricole et industrielle, et les moyens de transport de cette production, sont les principaux objectifs stratégiques des opérations militaires tout au long de la guerre.

### Richmond

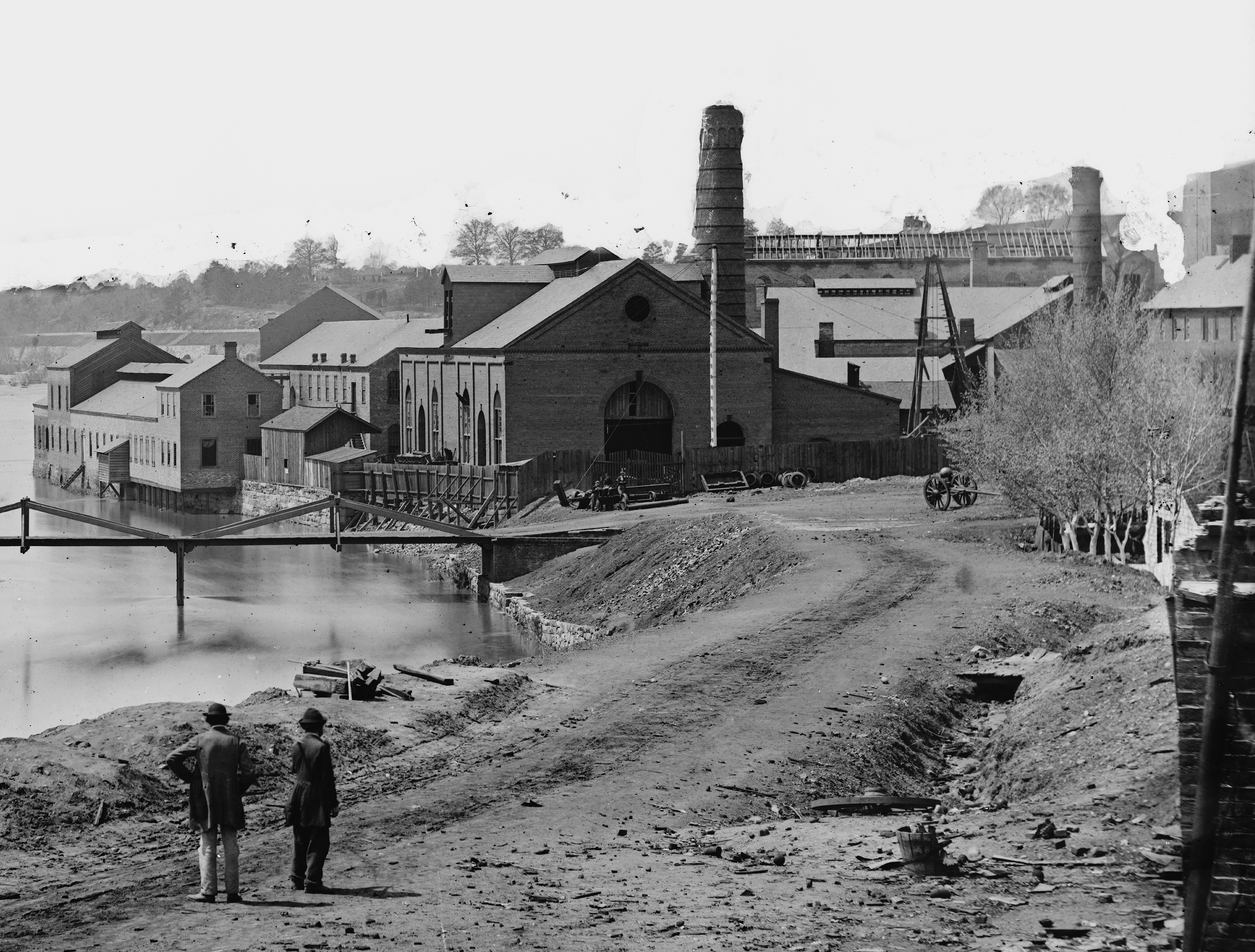
Tredegar Iron Works, à Richmond, en Virginie, avril 1865

Le besoin des confédérés en matériel de guerre joue un rôle très important dans sa décision de déplacer sa capitale de Montgomery, en Alabama, à Richmond, en mai 1861, en dépit de son emplacement dangereux vis-à-vis du nord, à 160 kilomètres (100 miles) au sud de la capitale des États-Unis dans Washington, D.C.. C'est principalement pour ce motif que les sudistes se battent si ardemment pour défendre leur capitale, l'industrie et les usines de Richmond ne pouvant pas être déplacés.
Richmond, la seule grande ville industrielle contrôlée par la Confédération constitue le centre logistique des forces Confédérées. La ville de Tredegar Iron Works, la troisième plus grande fonderie dans les États-Unis au début de la guerre, réalise la plupart des pièces d'artillerie des Confédérés, y compris un certain nombre de pièces de siège montées sur rail. La société fabrique également des locomotives, des wagons et des rails, ainsi que des équipements de propulsion à vapeur et des plaques de fer pour les navires de guerre. Les usines de Richmond produisent aussi des fusils, des balles, des tentes, des uniformes, des harnais, des pièces de maroquinerie, des épées, des baïonnettes, et d'autres matériels de guerre. Un certain nombre d'usines textiles, de moulins à farine, de fabriques de briques, des journaux et des éditeurs de livres sont situés à Richmond. Richmond a aussi des chantiers navals, bien qu'ils soient plus petits que les chantiers navals contrôlés par l'Union à Norfolk, en Virginie.
La perte de la ville au profit de l'armée de l'Union en avril 1865 constitue une victoire stratégique de l'Union, interdisant la reconstitution des capacités militaires de la Confédération, dont les principales régions encore sous son contrôle demeurent rurales.

### Autres lieux
Au déclenchement de la guerre - Petersburg, en Virginie, la deuxième ville de la Virginie, est un centre névralgique pour les communications ferroviaires, à l'intersection de cinq lignes de chemins de fer, la seule liaison ferroviaire continue vers le Sud Profond. Situé à 32 kilomètres (20 miles) au sud de Richmond, sa défense constitue une priorité des stratèges confédérés durant tout le conflit.
Dans la partie occidentale de l'état, la vallée de la Shenandoah est considérée comme le « grenier de la Confédération ». La vallée est reliée à Richmond par le Virginia Central Railroad et le fleuve James et le canal de la Kanawha.
Les montagnes Blue Ridge et des sites similaires sont longtemps exploités pour le fer, même si au fil de la guerre, les pénuries de main-d'œuvre limitent leur production. Dans le sud-ouest de la Virginie, les grands mines de sel à Saltville fournissent l'une des principales sources de sel de la Confédération, essentiel à la conservation de la nourriture de l'armée. Elle est la cible de deux batailles.

## Virginie pendant la guerre

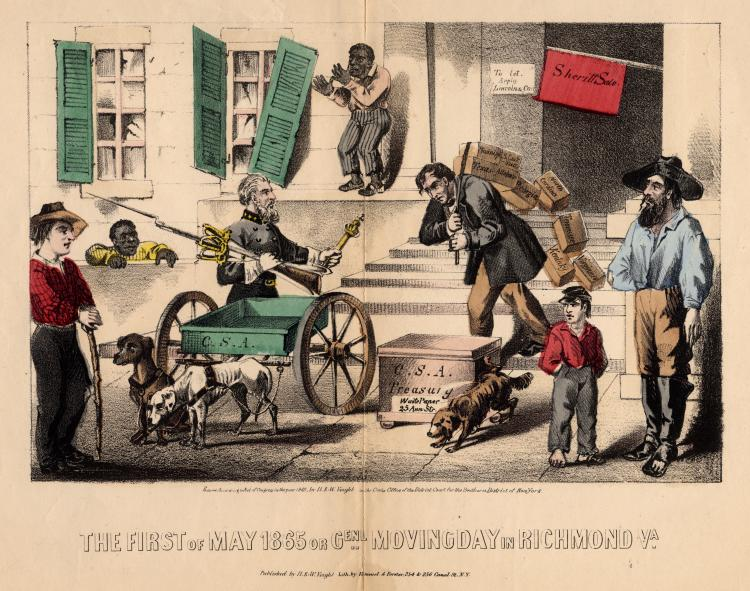
Le premier mai 1865 ou le Jour du déménagement général à Richmond Va, caricature politique, Kimmel & Forster, New York, 1865. L'image représente les dirigeants confédérés emballant leurs biens alors qu'ils se préparent à fuir Richmond pour éviter les forces des États-Unis, avec un esclave les regardant avec mépris.

Les premières et les dernières importantes batailles de la guerre ont eu lieu en Virginie, la première étant la première bataille de Bull Run et la dernière, la bataille d'Appomattox Courthouse. De mai 1861 à avril 1865, Richmond est la capitale de la Confédération. La Maison Blanche de la Confédération (en), située à quelques pâtés de maisons au nord de la Capitale de l'État, est à la maison familiale du président confédéré Jefferson Davis.

### 1861
La première grande bataille de la guerre de Sécession a lieu le 21 juillet 1861. Les forces de l'Union tentent de prendre le contrôle de la jonction du chemin de fer à Manassas pour l'utiliser comme une ligne de ravitaillement, mais l'armée des confédérés a déplacé ses forces en train pour engager les forces de l'Union. Les confédérés remportent la première bataille de Bull Run (connue comme « la première bataille de Manassas » dans le sud) et l'année se termine sans un combat majeur.

### 1862
Le général de l'Union George B. McClellan est forcé de retraiter des environs de Richmond, talonné par l'armée de Robert E. Lee. Le général de l'Union Pope est battu lors de la deuxième bataille de Manassas. Suit la victoire confédérée lors de la bataille de Fredericksburg.

### 1863
Lorsque les combats reprennent au printemps de 1863, le général de l'Union Hooker est battu à Chancellorsville par l'armée de Lee.

### 1864–65
La campagne de l'Overland d'Ulysses Grant est menée en Virginie. La campagne comprend des batailles d'attrition dans les Wilderness, à Spotsylvania et Cold Harbor, et se termine avec le siège de Petersburg et la défaite des confédérés.

En septembre 1864, le Southern Punch, un journal de Richmond, réitère la cause de la Confédération : 

« ... NOUS COMBATTONS POUR L'INDÉPENDANCE DE NOTRE GRANDE ET NÉCESSAIRE INSTITUTION NATIONALE DE L'ESCLAVAGE QUI DOIT ÊTRE PRÉSERVÉE, et pour la préservation des autres institutions dont l'esclavage est le socle... »

— The New Heresy », Southern Punch,  (19 septembre 1864), emphase ajoutée,.
En avril 1865, le régime confédéré fuit Richmond alors que les forces des États-Unis s'approchent de la ville. Lorsque les confédérés fuient, ils mettent le feu aux bâtiments publics de Richmond pour les empêcher d'être utilisés par les forces États-Unis. Un feu mis à Richmond par l'armée confédérée en retraite brûle 25 pour cent de la ville avant d'être éteint par l'armée de l'Union. C'est l'armée de l'Union qui sauve la ville de conflagration généralisée et de la ruine. En conséquence, Richmond émerge de la guerre de Sécession comme une puissance économique, la plupart de ses bâtiments et les usines en bon état.

## La division de la Virginie-Occidentale

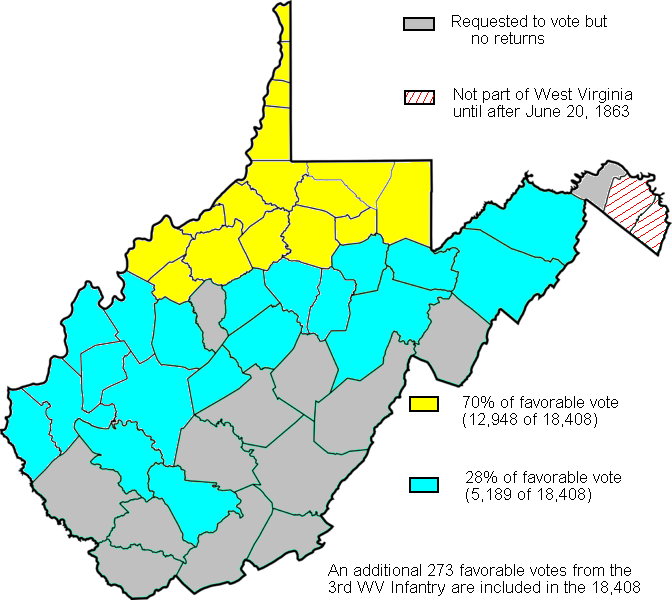
Référendum de l'état 24 octobre 1861

Les comtés de l'ouest refusent la sécession et la mise en place de la confédération ; ils forment un gouvernement pro-unioniste de l'État de Virginie en 1861 (reconnu par Washington), puis avec son autorisation, forment le nouveau de l'État de Virginie-Occidentale, en 1863.
Lors de la convention de Richmond du 17 avril 1861, les délégués des comtés occidentaux votent à 17 voix pour la sécession et 30 contre la sécession.
De mai à août 1861, une série de conventions unionistes se tiennent à Wheeling ; la deuxième convention de Wheeling se constitue en tant qu'organe législatif appelé gouvernement restauré de la Virginie. Il déclare la Virginie comme faisant encore partie de l'Union, mais que les bureaux de l'État sont vacants, et élit un nouveau gouverneur, Francis H. Pierpont (en) ; ce corps gagne la reconnaissance formelle de l'administration de Lincoln le 4 juillet, mais le congrès n'a pas de siège pour ses représentants élus. Le 20 août, le corps de Wheeling adopte une ordonnance en vue de la création d'un nouvel État ; Elle est mise au vote populaire le 24 octobre 1861. Le vote est en faveur du nouvel état - la Virginie-Occidentale - qui est distincte du gouvernement d Pierpont, qui persiste jusqu'à la fin de la guerre. Le Congrès et Lincoln approuvent, et, après extinction progressive de l'émancipation des esclaves dans la nouvelle constitution de l'État, la Virginie-Occidentale devient le 35e État le 20 juin 1863.
Pendant la guerre, la Virginie-Occidentale contribue avec environ 32 000 soldats pour l'armée de l'Union et environ 10 000 pour la Confédération esclavagiste. Richmond n'a naturellement pas reconnu le nouvel État, et les confédérés n'ont pas le droit de vote. Tout le monde réalise que la décision sera prise sur le champ de bataille, et Richmond y envoie Robert E. Lee. Mais Lee, sans soutien local, est défait par les forces de l'Union de l'Ohio. Les victoires de l'Union en 1861, conduisent les forces de la Confédération hors des vallées de la Monongahela et de la Kanawha, et pendant le reste de la guerre, l'Union tient la région à l'ouest des Alleghenies et contrôle le chemin de fer de Baltimore et de l'Ohio.

## Ses habitants durant la guerre de Sécession
Le gouvernement confédéré de Virginie mobilise environ 150 000 soldats lors de la guerre de Sécession. Ils sont issus de tous les milieux économiques et sociaux, y compris certains unionistes et anciens unionistes. Cependant, au moins 30000 de ces hommes viennent d'autres états. La plupart de ces hommes non originaires de la Virginie viennent du Maryland, dont le gouvernement est contrôlé par les unionistes pendant la guerre. Un autre contingent de 20 000 hommes vient de ce qui deviendra l'État de Virginie-Occidentale, en août 1863. Parmi les confédérés notables de la Virginie, on trouve le général Robert E. Lee, commandant de l'armée de Virginie du Nord, le général Stonewall Jackson et le général J. E. B. Stuart.
Environ 50 000 des habitants de Virginie servent dans l'armée de l'Union, y compris de Virginie-Occidentale, et près de 6 000 virginiens d'origine africaine. Certains de ces hommes servent dans des unités du Maryland. Certains afro-américains, soit affranchis, soit esclaves en fuite, s'enrôlent dans des états aussi lointain que le Massachusetts. Les régions de Virginie qui fournissent des soldats à l'Union et qui envoient peu ou pas hommes se battre pour la Confédération ont peu d'esclaves et un pourcentage élevé de familles pauvres, et sont historiquement opposées à la sécession. Ces régions sont situés près des états du nord et sont souvent sous contrôle de l'Union. 40 % des officiers de l'armée des États-Unis issus de Virginie lorsque la guerre éclate restent et combattent pour l'Union. Parmi ces hommes on retrouve Winfield Scott, général en chef de l'armée de l'Union, David G. Farragut, premier amiral de la marine de l'Union, et le général George Henry Thomas.
Au moins un Virginien aura servi à la fois dans les armées de la Confédération et de l'Union. Au début de la guerre, un soldat confédéré du comté de Fairfax approche des soldats de l'Union gardant le pont de chaîne dans son uniforme de confédéré. Lorsqu'on lui demande ce qu'il fait en essayant de traverser le pont, il répond qu'il fait un déplacement à Washington pour voir son oncle. Les soldats de l'Union perplexes lui demandent qui est son oncle, et le soldat leur répond que son nom est l'Oncle Sam. Il est rapidement enrôlé comme éclaireur de l'Union en raison de sa connaissance du terrain local.

### Commandant militaires célèbres (Confédérés) de la Virginie

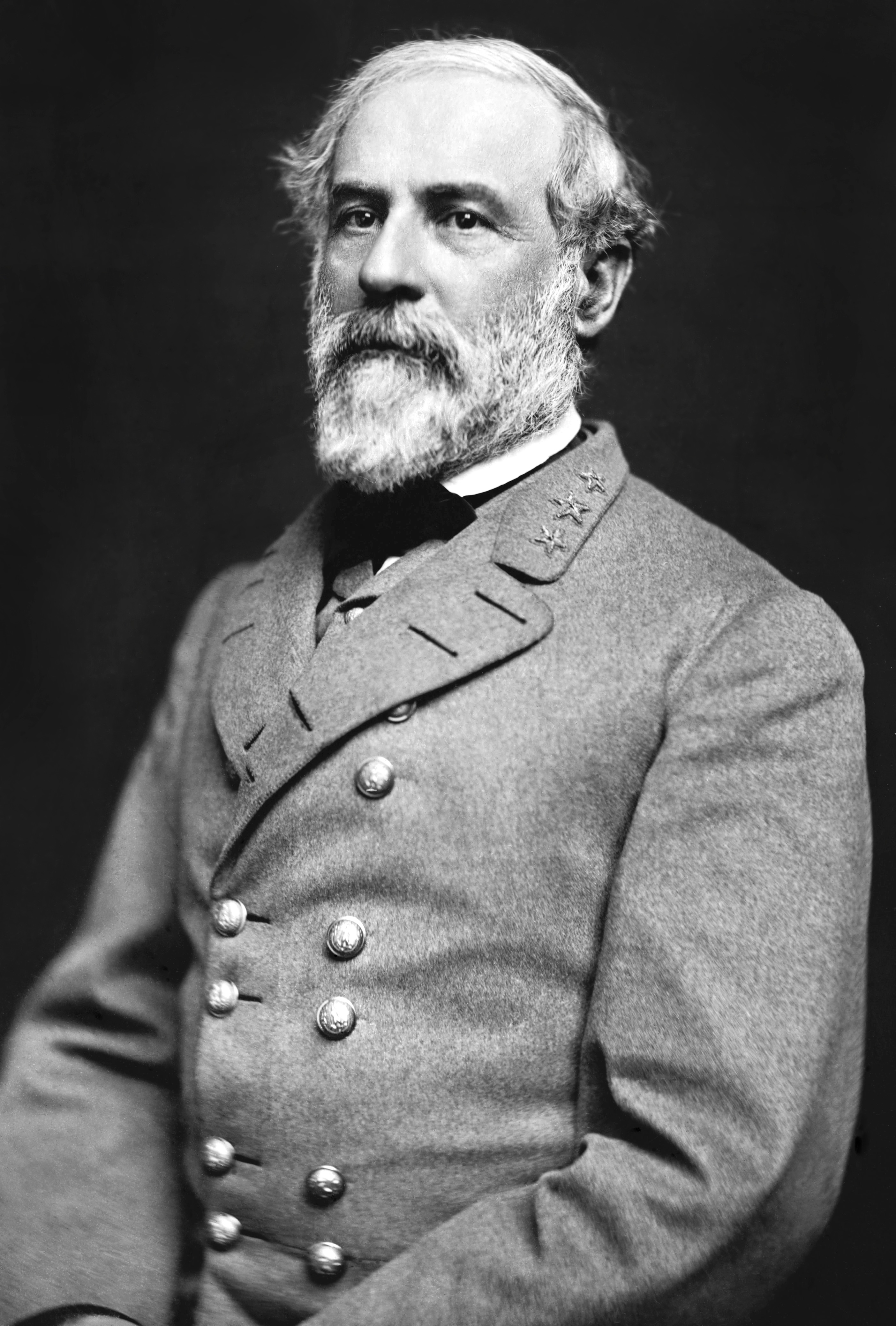
Le général Robert E. Lee
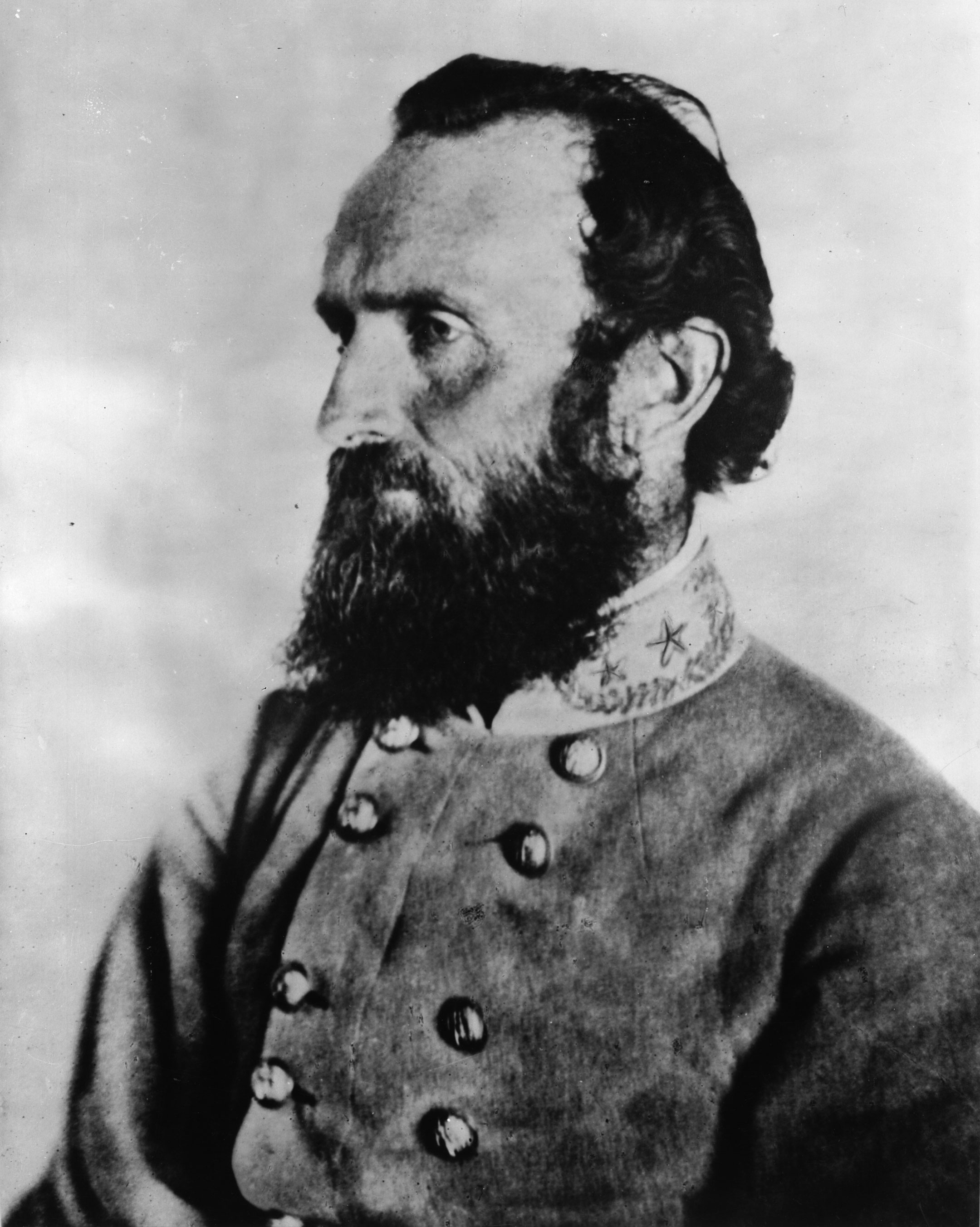
Le lieutenant-général Thomas J. Jackson
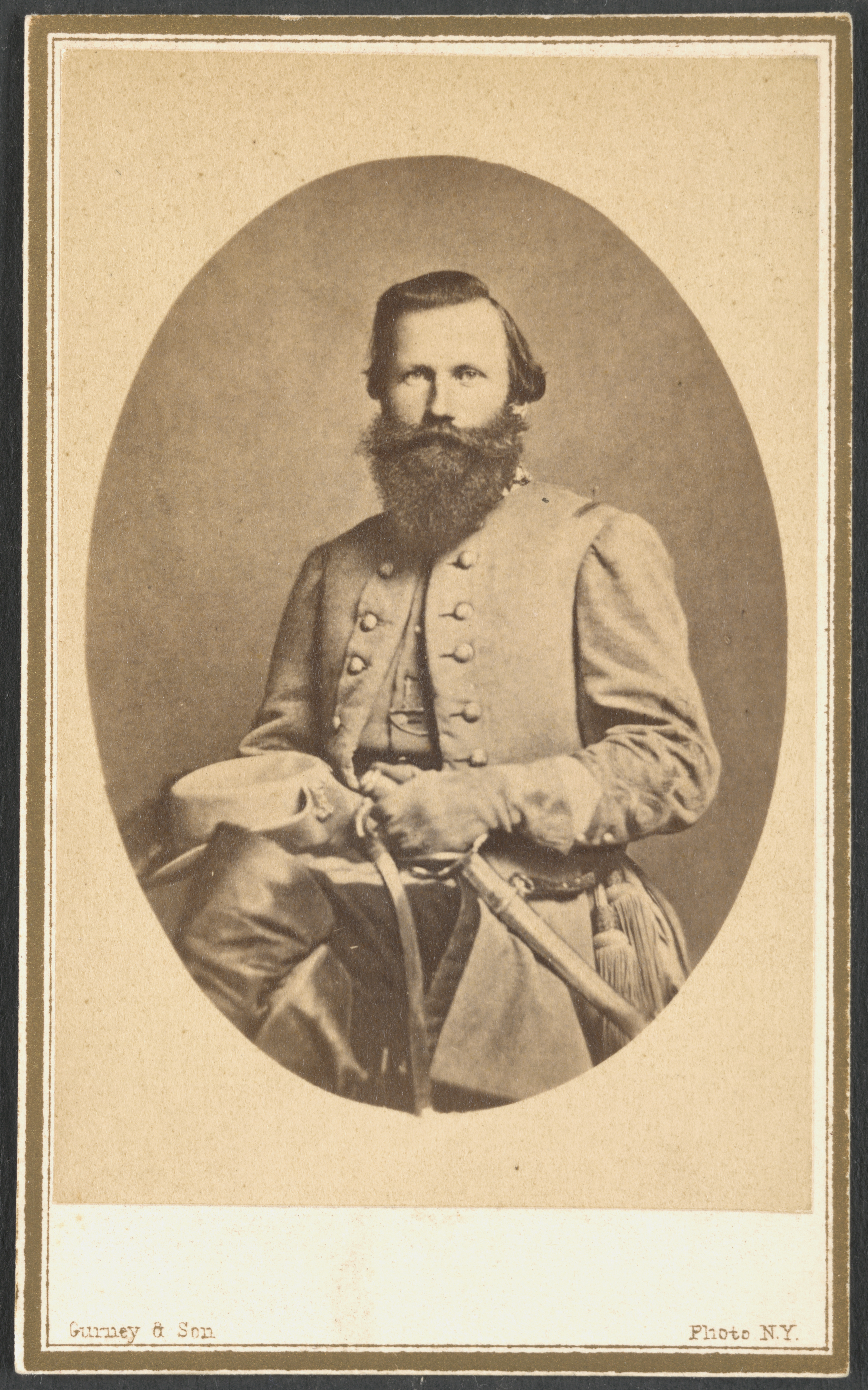
Le major général J.E.B. Stuart
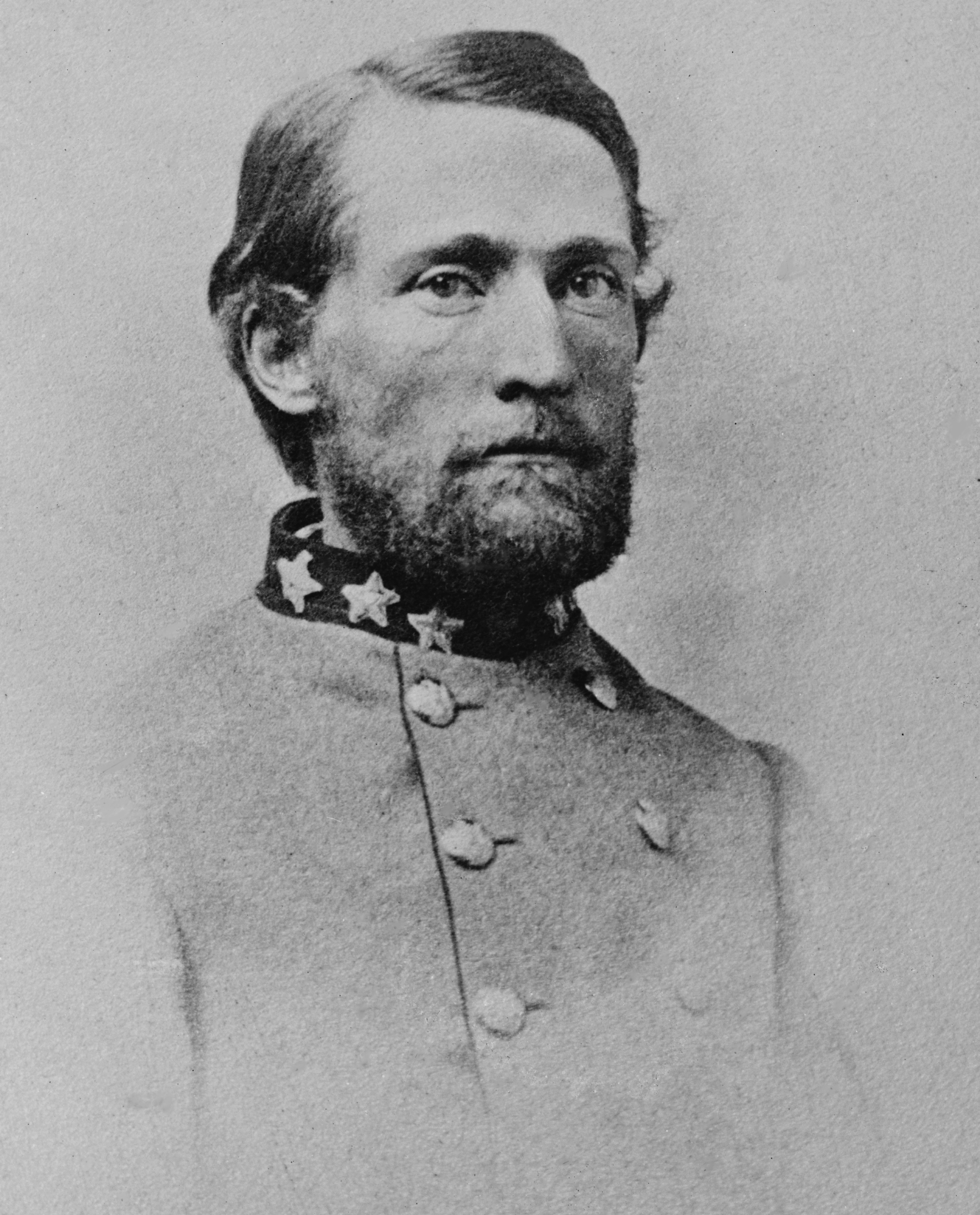
Le colonel John S. Mosby
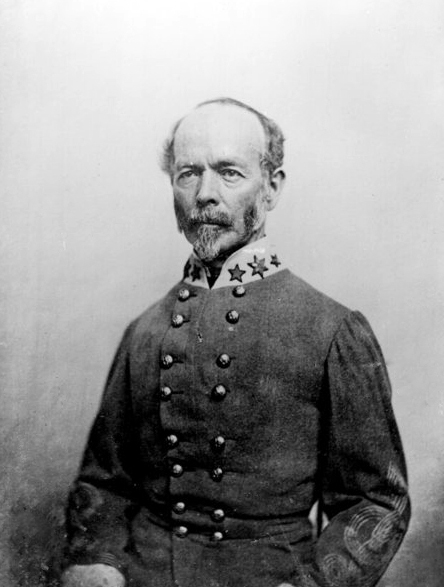
Le général Joseph E. Johnston
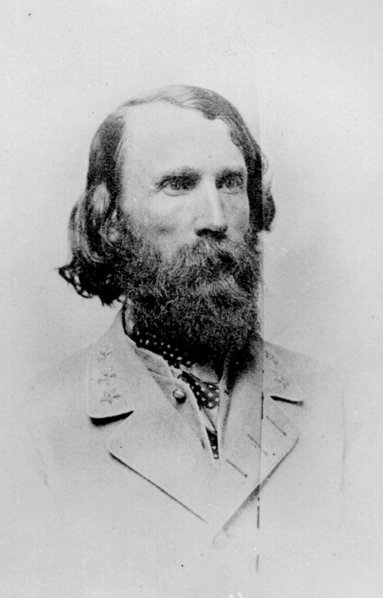
Le lieutenant-général A. P. Hill
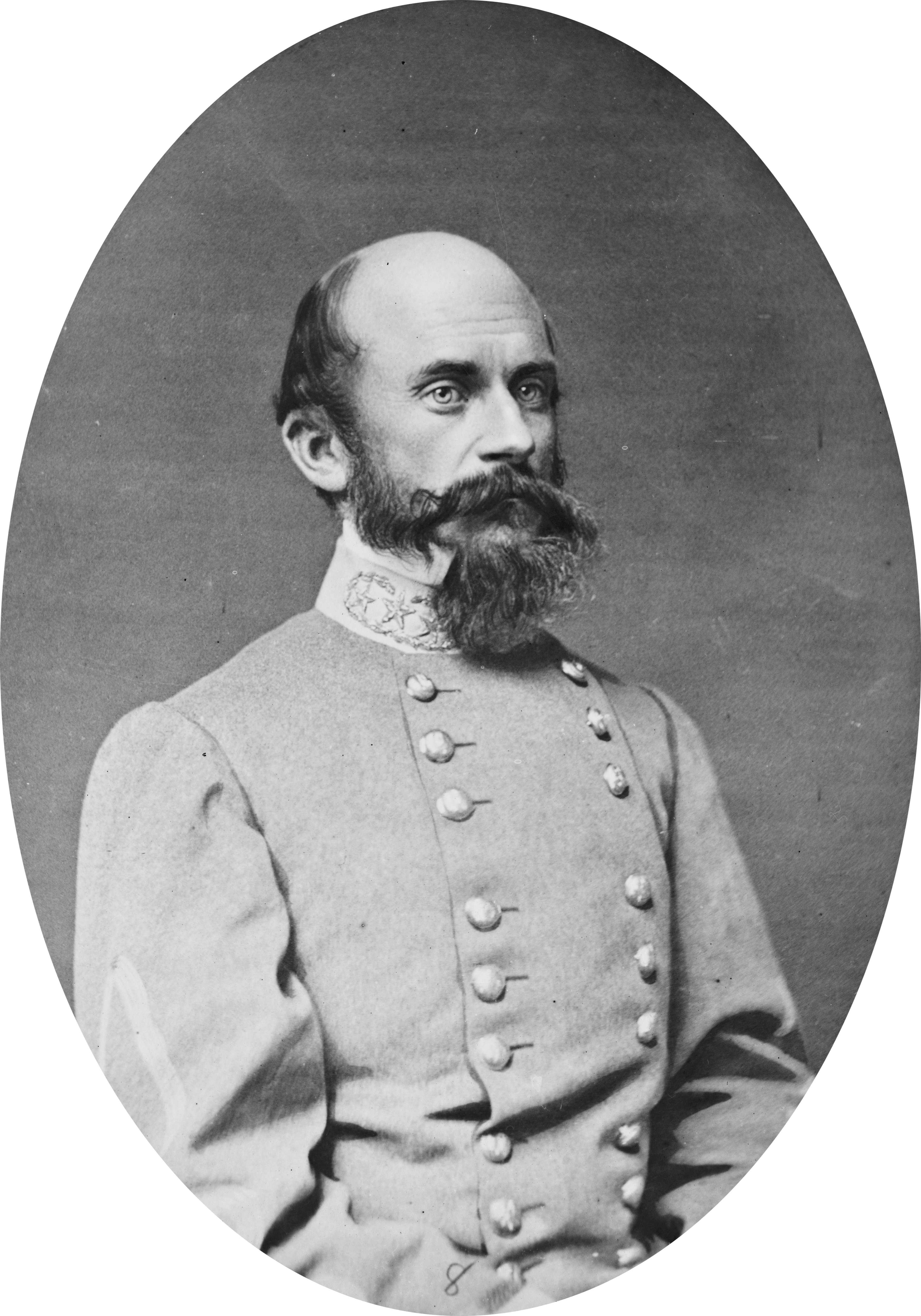
Le lieutenant-général Richard S. Ewell
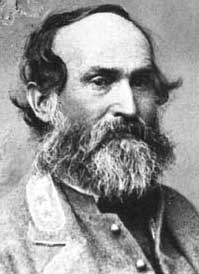
Le lieutenant-général Jubal A. Early
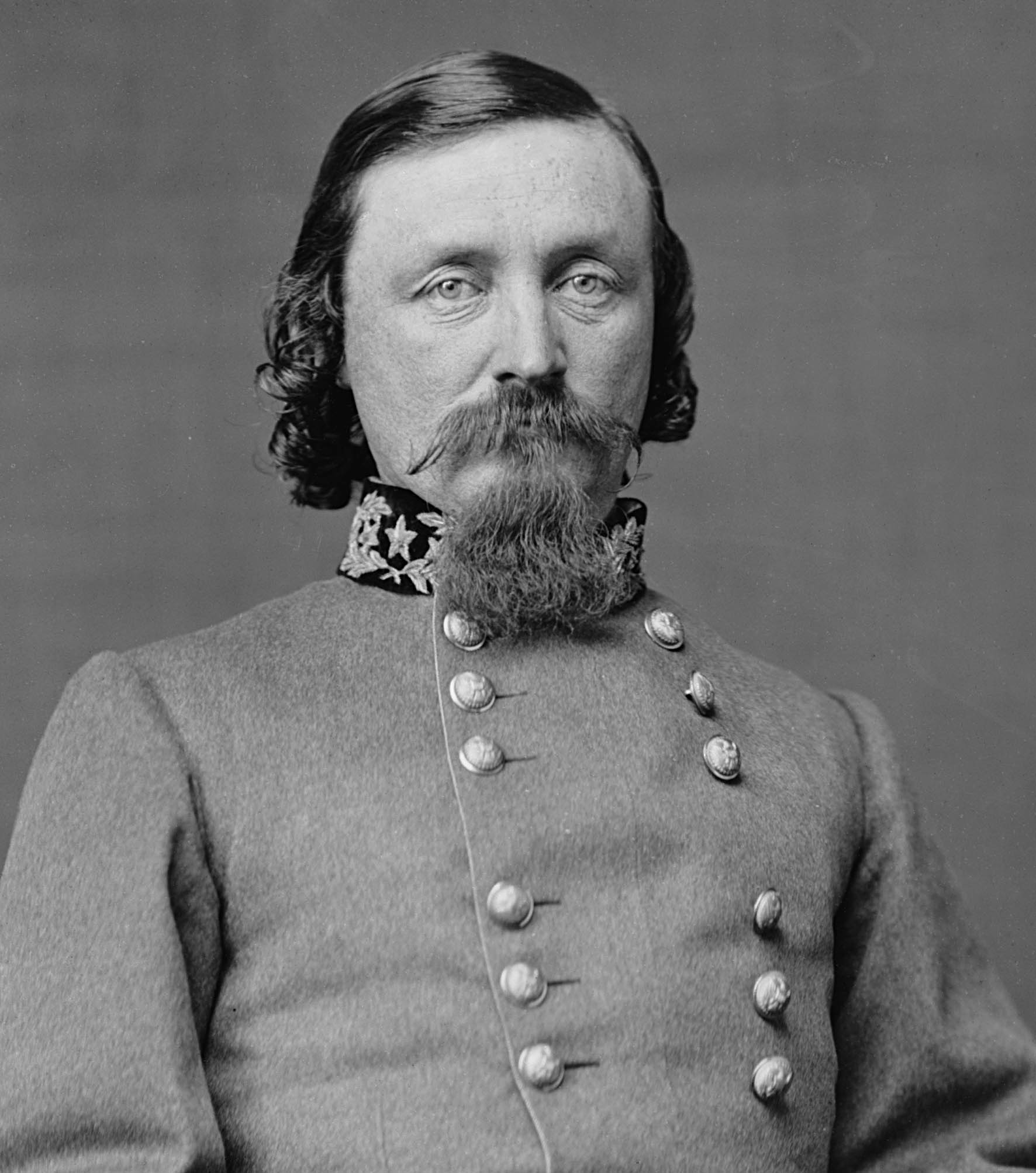
Le major général George Pickett
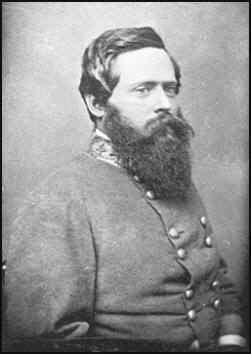
Le major général Fitzhugh Lee
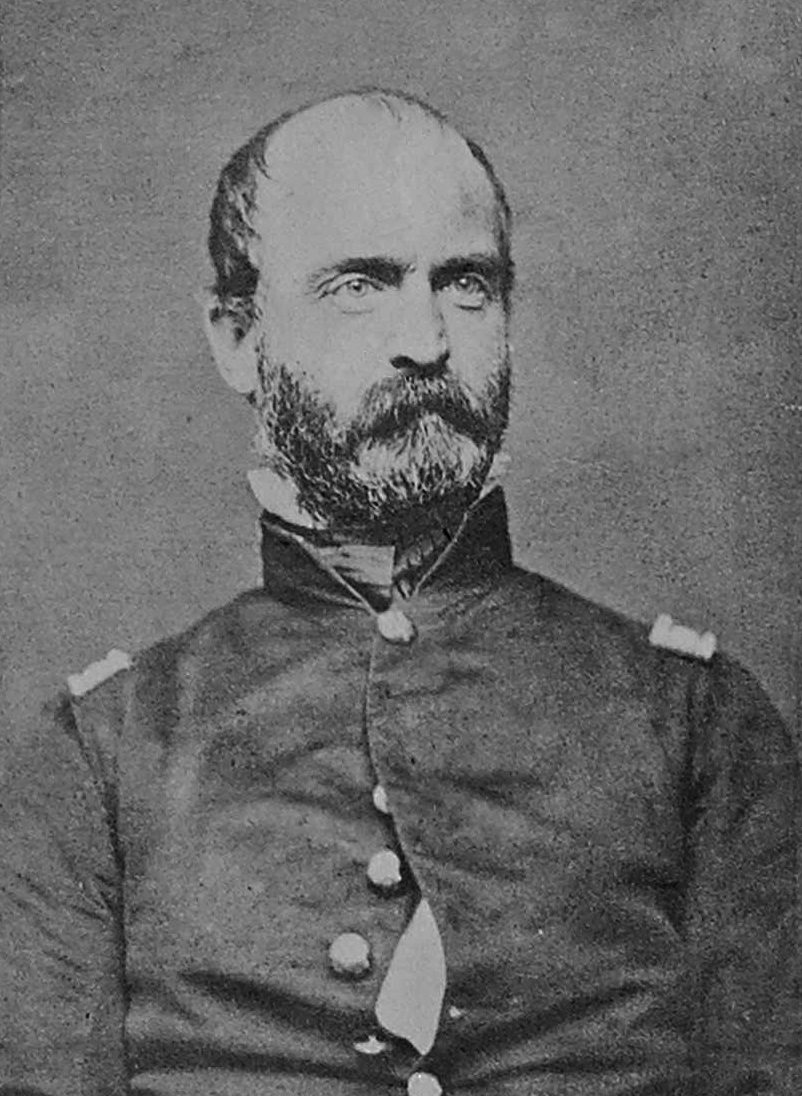
Le brigadier général Lewis A. Armistead
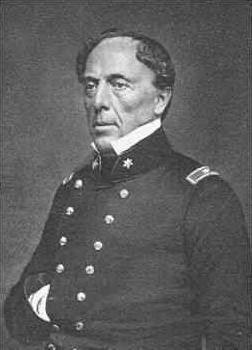
Le brigadier général John B. Floyd
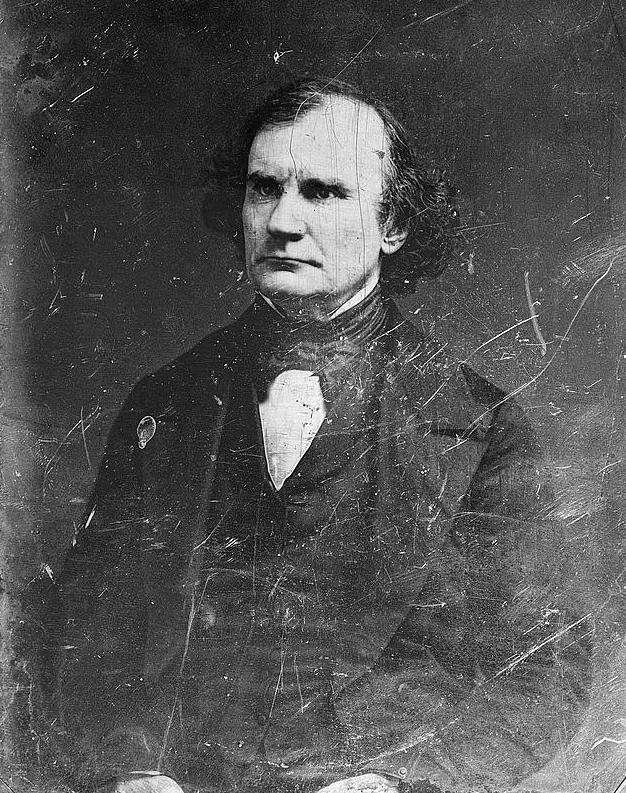
L'ambassadeur James Murray Mason
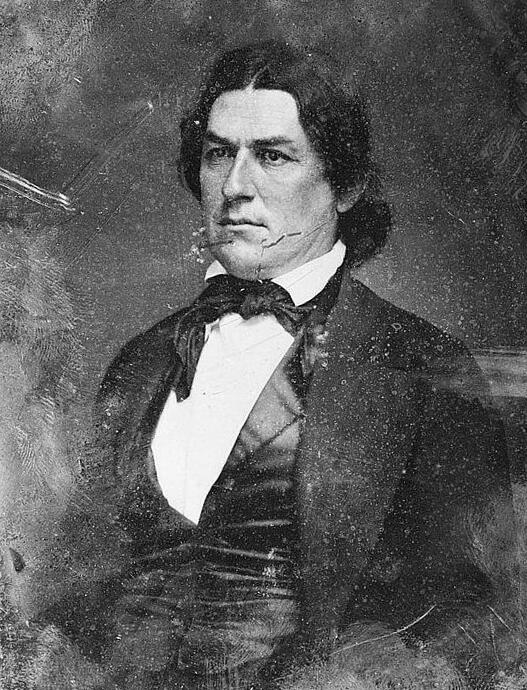
Le sénateur Robert M. T. Hunter
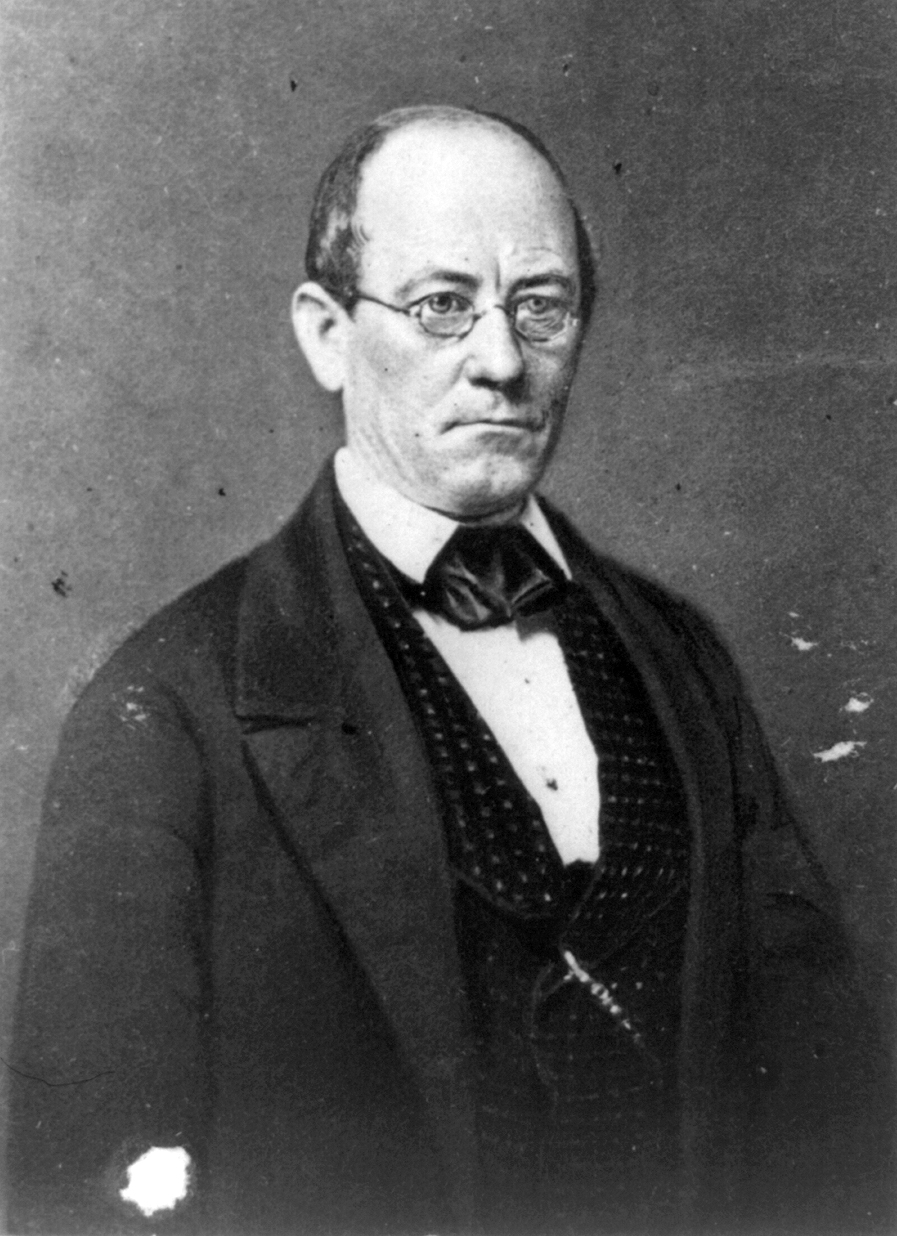
Le gouverneur John Letcher
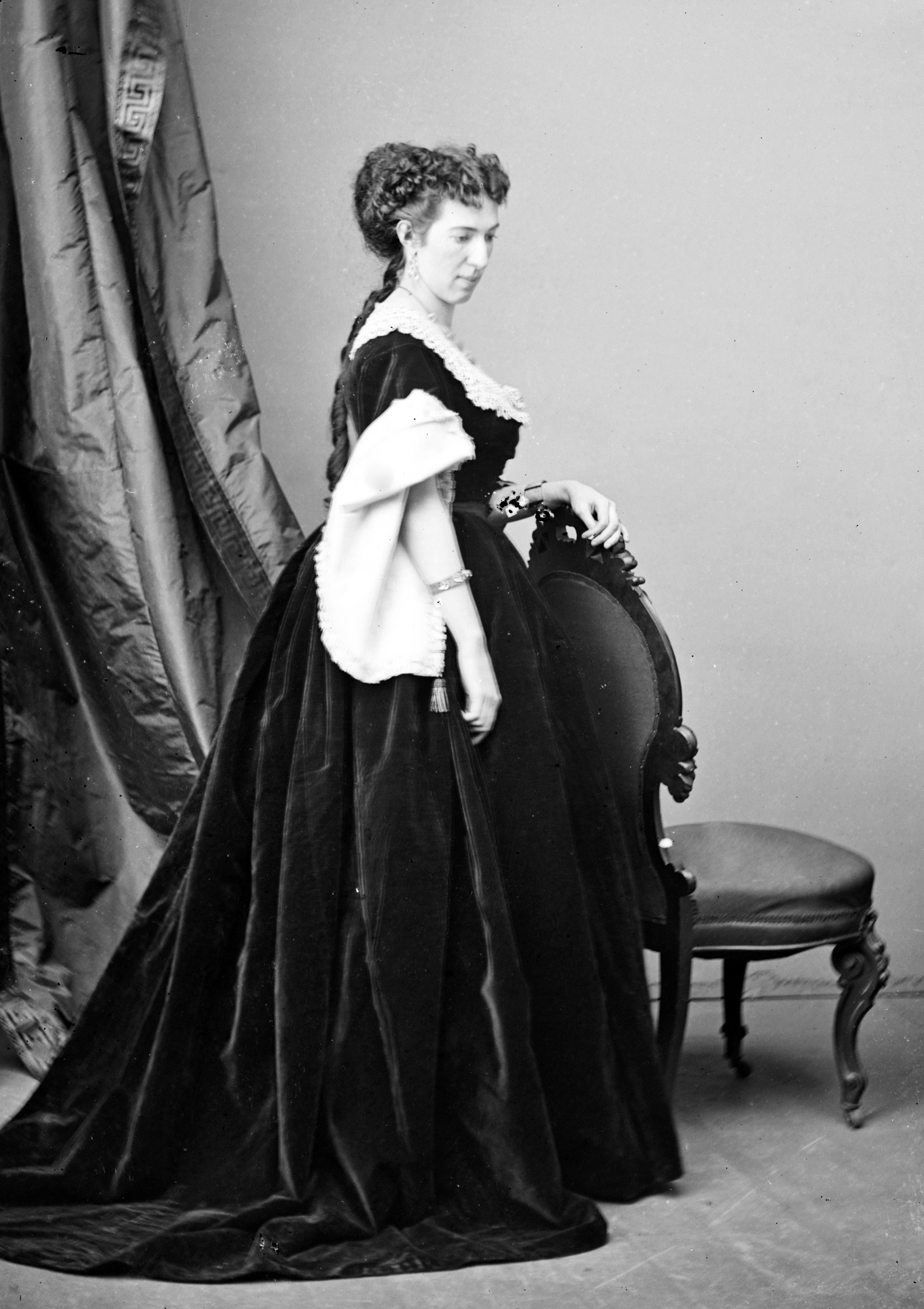
L'espionne Belle Boyd

### Dirigeants célèbres durant la guerre de Sécession (Union) de la Virginie

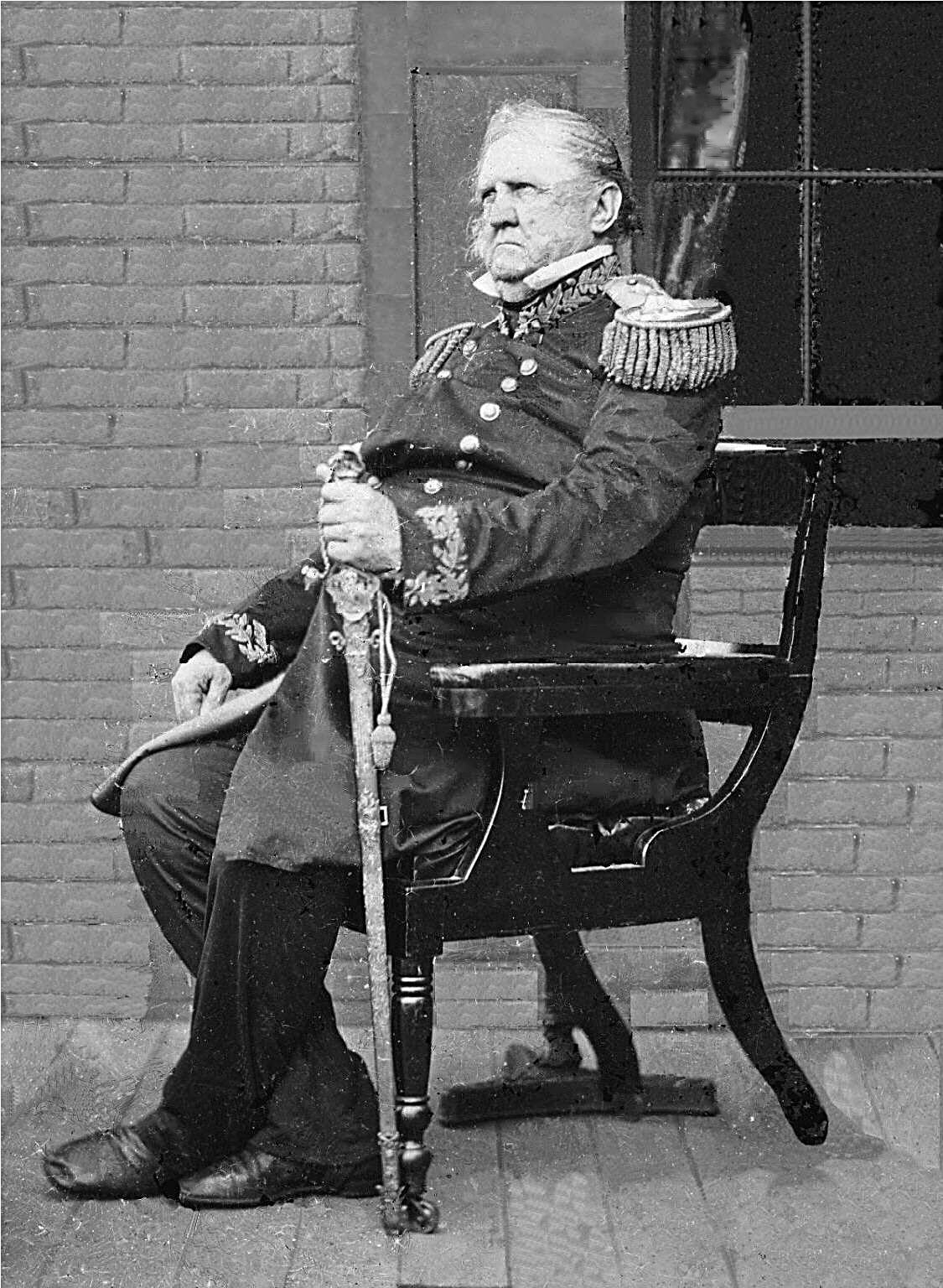
Le lieutenant-général Winfield Scott
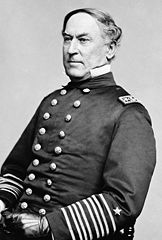
L'amiral David G. Farragut
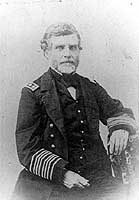
L'amiral Samuel Phillips Lee
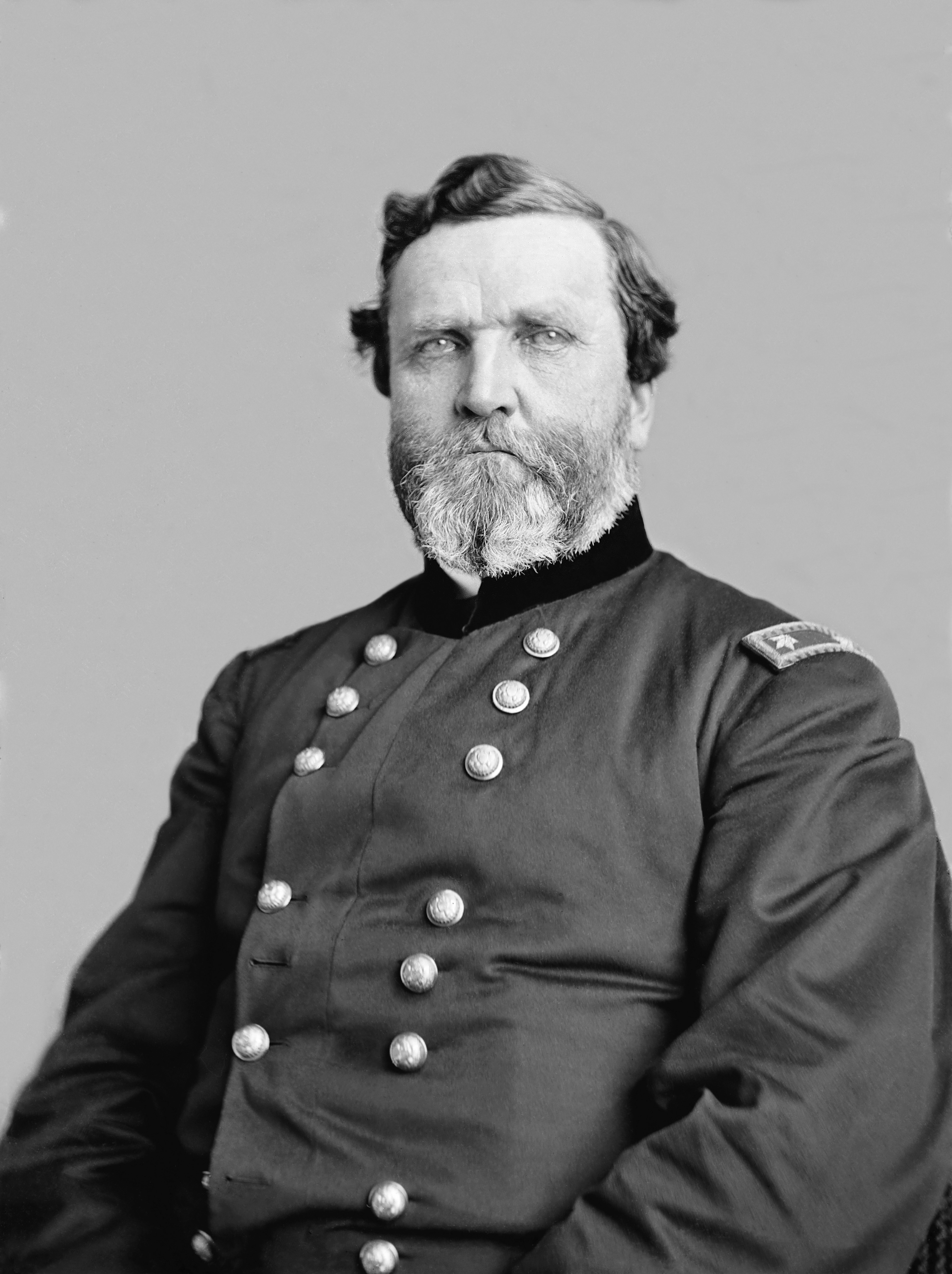
Le major général George Henry Thomas
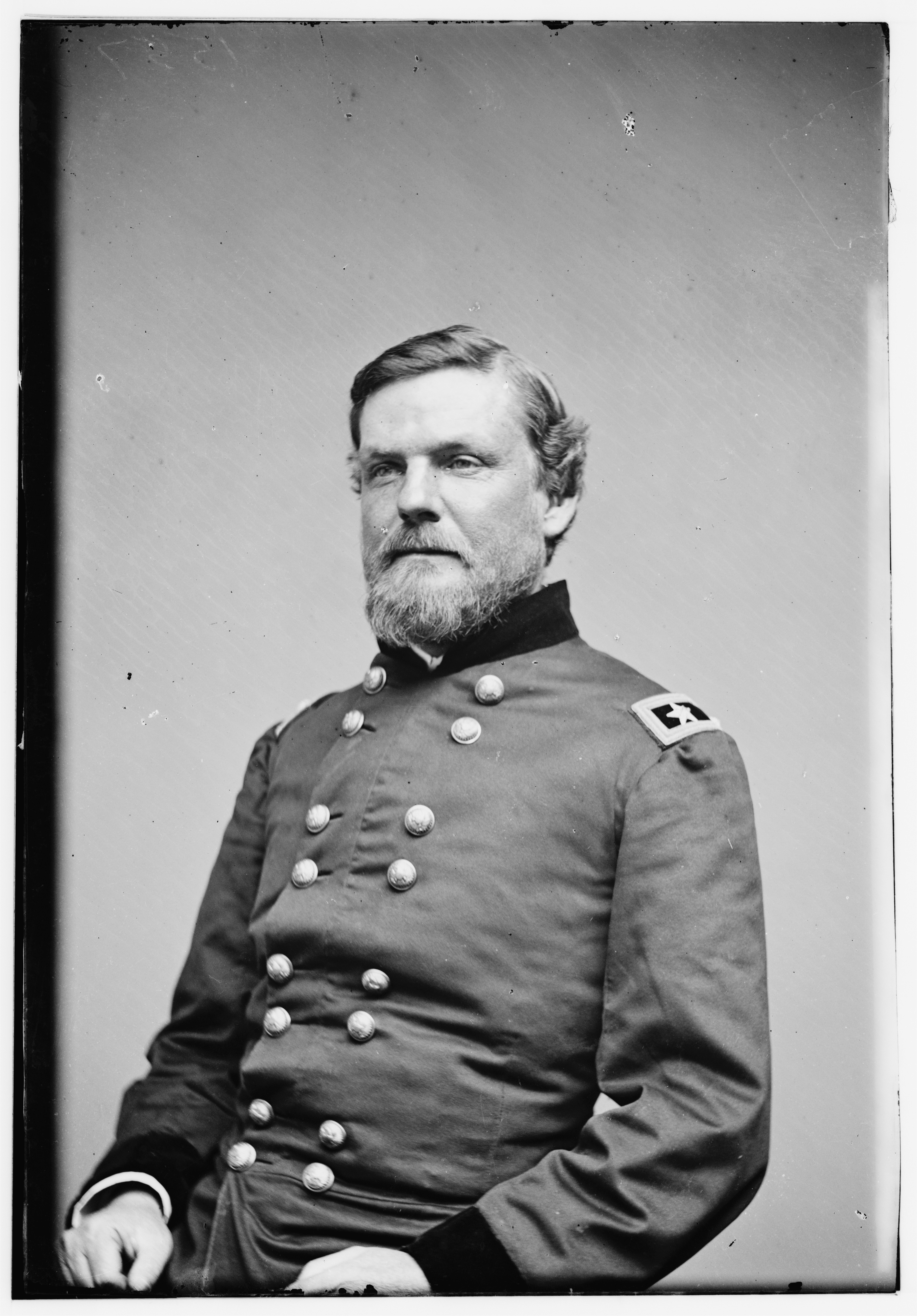
Le major général John Newton
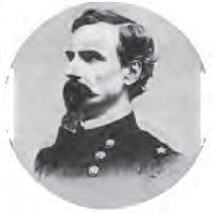
Le brigadier général John Davidson
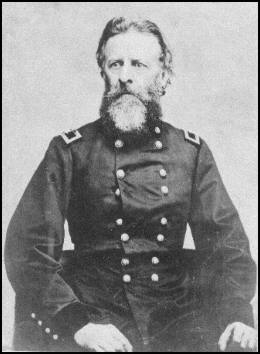
Le brigadier général Philip St. George Cooke
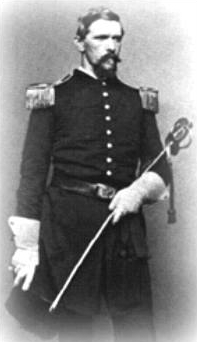
Le brigadier général William R. Terrill
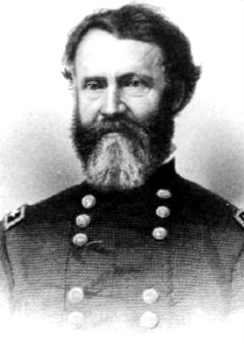
Le brigadier général Alexander Brydie Dyer
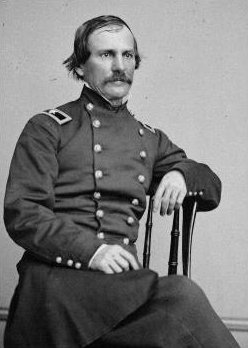
Le brigadier général William Hays
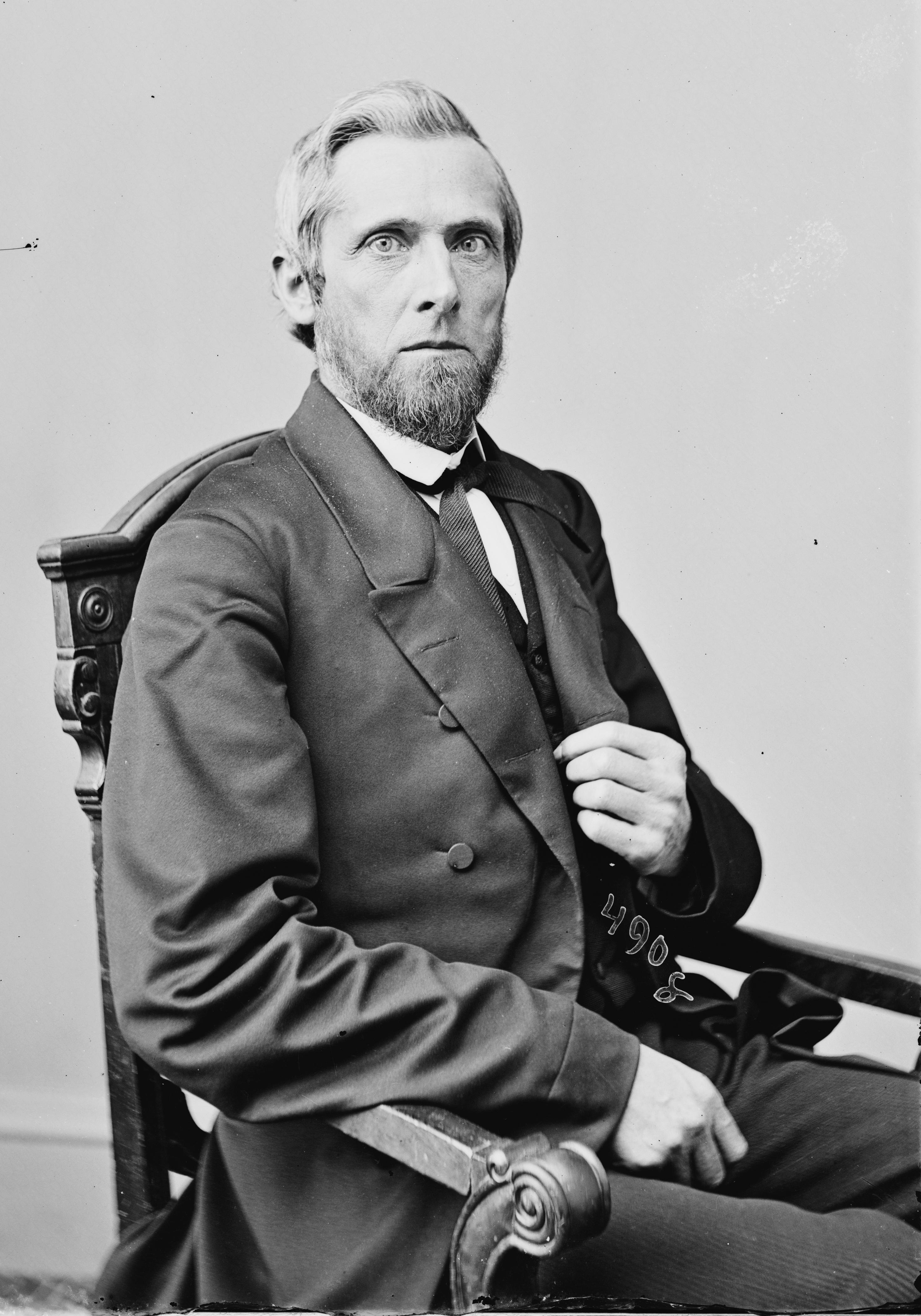
Le sénateur Waitman T. Willey
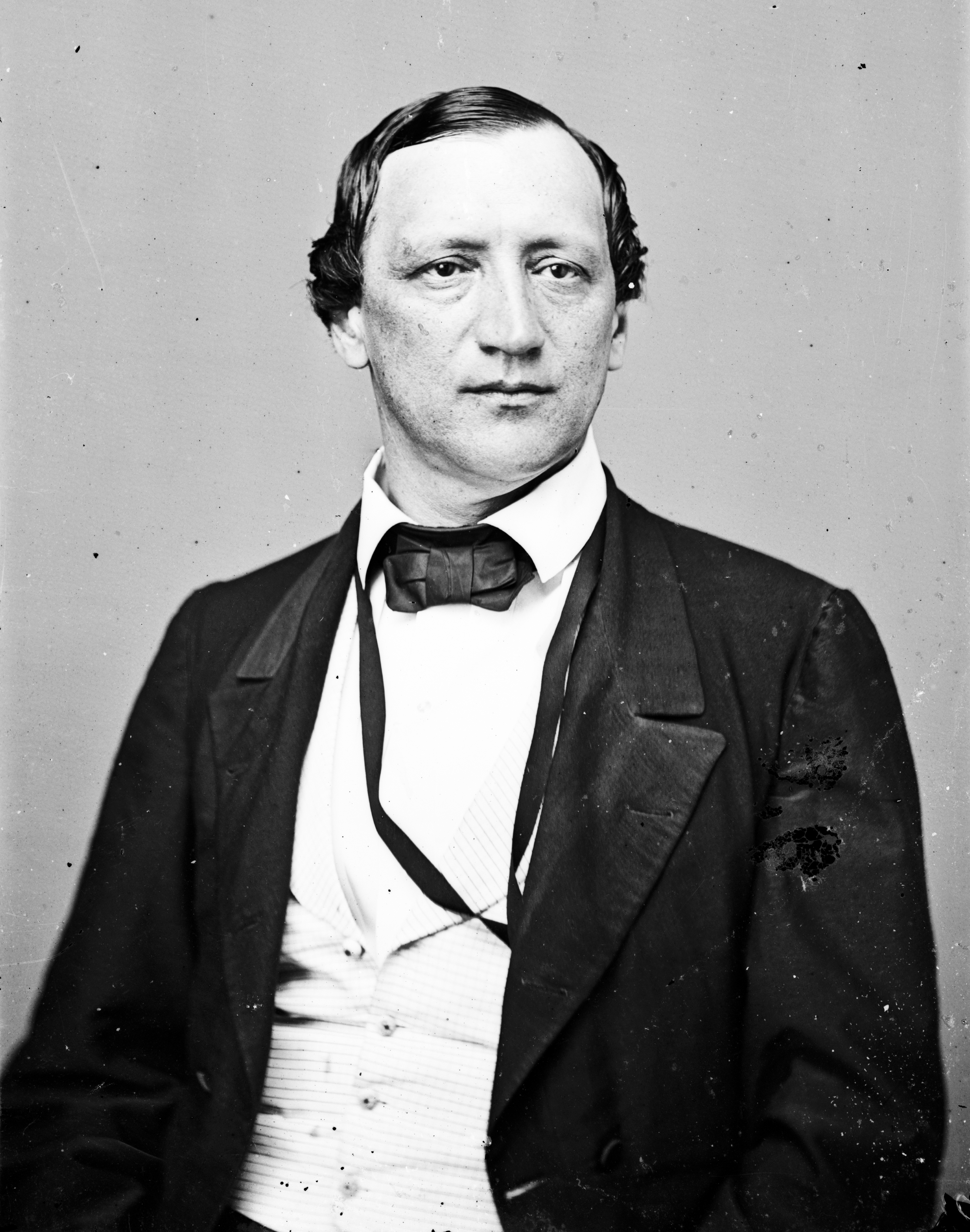
Le sénateur John S. Carlile
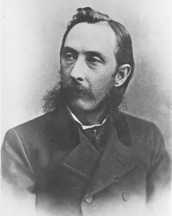
Le sénateur Lemuel J. Bowden
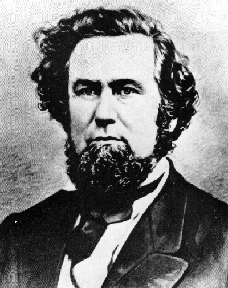
Le gouverneur Francis Harrison Pierpont
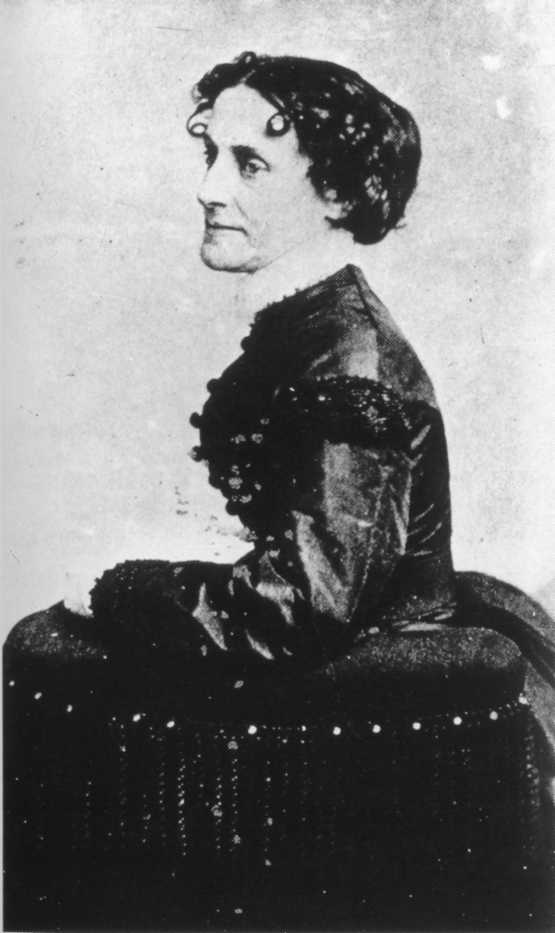
L'espionne abolitionniste Elizabeth Van Lew

## Mémoire
De nombreux champs de bataille et sites sont partiellement ou totalement préservés, en Virginie. Ceux qui sont gérés par le gouvernement fédéral comprennent le parc du champ de bataille national de Manassas, le parc du champ de bataille national de Richmond, le parc militaire national de Fredericksburg et de Spotsylvania, le parc historique national de Cedar Creek et de Belle Grove, le champ de bataille national de Petersburg, le parc historique national d'Appomattox Court House.